# Project CARS
Project CARS (от англ. community assisted racing simulator — гоночный симулятор, создаваемый при содействии сообщества) — компьютерная игра в жанре автосимулятора, разработанная британской студией Slightly Mad Studios и изданная компанией Bandai Namco Entertainment.
Игра создавалась при поддержке портала WMD (World of Mass Development), созданного Slightly Mad Studios в качестве альтернативы Kickstarter. В отличие от Kickstarter, игроки не просто спонсируют разработку игры, но и принимают непосредственное участие в процессе. Приобретая так называемый набор инструментов (англ. tool pack), игроки получают доступ к тестовым сборкам игры и делятся своими впечатлениями, замечаниями и пожеланиями на закрытом форуме WMD. Кроме того, члены сообщества WMD получат часть прибыли от продаж игры после её выхода. Официальный старт проекта и начало сбора средств состоялись 11 октября 2011 года, а уже в декабре 2012 года сбор средств был успешно завершён и регистрация новых пользователей была закрыта.

## Игровой процесс

### Физика
Project CARS использует полностью переработанный графический движок Madness, известный по игре Need for Speed: Shift, однако физическая модель была написана с чистого листа и, как следствие, игра лишена «плавучести» управления и задержек ввода, ставших основной причиной разочарования гоночного сообщества. Благодаря современным вычислительным мощностям игра предлагает полностью динамическую модель шин «SETA», которая выгодно отличает её от большинства современных симуляторов, использующих статичную модель, а также систему динамичной смены суток и погодных условий. В дополнение к этому для создания наиболее реалистичных ощущений от вождения Slightly Mad Studios пользуется услугами настоящих гонщиков, среди которых Бен Коллинc (более известный как Стиг из популярного шоу Top Gear на канале BBC), Оливер Уэбб (в прошлом пилот Мировой серии, а ныне участник гонок на выносливость) и Николас Хэмилтон (младший брат семикратного чемпиона Формулы-1 Льюиса Хэмилтона). Среди поклонников проекта были замечены пилоты заводской команды Audi Sport — Андре Лоттерер и Рене Раст. Оба гонщика часто используют симулятор для личных тренировок, а последний ещё и демонстрирует их на своем канале YouTube.

### Контент
На момент выхода игра насчитывает более 70 лицензированных машин и более 35 гоночных трасс (с учётом различных конфигураций более 110). В дополнение к реально существующим гоночным автодромам, в игре присутствуют вымышленные трассы «из пункта A в пункт B».

### Виртуальная реальность
- 26 августа 2012 года на официальном форуме была анонсирована поддержка очков виртуальной реальности Oculus Rift.
- в марте 2014 года появилась поддержка TrackIR — система отслеживания движений головы.
- 26 марта 2014 года Slightly Mad Studios объявила о внедрении поддержки PlayStation VR — очков виртуальной реальности от Sony для PlayStation 4.

## Оценки и продажи
| Сводный рейтинг | Сводный рейтинг | Сводный рейтинг | Сводный рейтинг |
| Издание         | Оценка          | Оценка          | Оценка          |
| Издание         | PC              | PS4             | Xbox One        |
| --------------- | --------------- | --------------- | --------------- |
| GameRankings    | 81,43 %         | 82,63 %         | 71,10 %         |

Игра удостоилась в основном положительных отзывов от критиков. На сайте Metacritic средняя оценка составляет 83/100 в версиях для PlayStation 4 и PC и 81/100 в версии для Xbox One. На GameRankings опубликована схожая статистика: 82,63 % для PlayStation 4, 81,43 % для ПК и 71,10 % для Xbox One. 
Project CARS преодолел отметку в миллион проданных копий. На территории Великобритании игра лидировала в списках продаж две недели подряд. Ранее ни одному гоночному симулятору этого не удавалось. Летом 2018 года, благодаря уязвимости в защите Steam Web API, стало известно, что точное количество пользователей сервиса Steam, которые играли в игру хотя бы один раз, составляет 974 136 человек.